# Lijst van voetbalinterlands Denemarken - Zweden
Deze lijst van voetbalinterlands is een overzicht van alle officiële voetbalwedstrijden tussen de nationale teams van Denemarken en Zweden. De landen hebben tot op heden 108 keer tegen elkaar gespeeld. De eerste ontmoeting was een vriendschappelijke wedstrijd en werd gespeeld in Kopenhagen op 25 mei 1913. Het laatste duel, eveneens een vriendschappelijke wedstrijd, vond plaats op 5 juni 2024 in de Deense hoofdstad.

## Wedstrijden
| №   | Plaats     | Datum             | Competitie           | Wedstrijd           | Uitslag |
| --- | ---------- | ----------------- | -------------------- | ------------------- | ------- |
| 1   | Kopenhagen | 25 mei 1913       | Vriendschappelijk    | Denemarken − Zweden | 8 − 0   |
| 2   | Stockholm  | 5 oktober 1913    | Vriendschappelijk    | Zweden − Denemarken | 0 − 10  |
| 3   | Kopenhagen | 6 juni 1915       | Vriendschappelijk    | Denemarken − Zweden | 2 − 0   |
| 4   | Stockholm  | 31 oktober 1915   | Vriendschappelijk    | Zweden − Denemarken | 0 − 2   |
| 5   | Kopenhagen | 4 juni 1916       | Vriendschappelijk    | Denemarken − Zweden | 2 − 0   |
| 6   | Stockholm  | 8 oktober 1916    | Vriendschappelijk    | Zweden − Denemarken | 4 − 0   |
| 7   | Kopenhagen | 3 juni 1917       | Vriendschappelijk    | Denemarken − Zweden | 1 − 1   |
| 8   | Stockholm  | 14 oktober 1917   | Vriendschappelijk    | Zweden − Denemarken | 1 − 2   |
| 9   | Kopenhagen | 2 juni 1918       | Vriendschappelijk    | Denemarken − Zweden | 3 − 0   |
| 10  | Göteborg   | 20 oktober 1918   | Vriendschappelijk    | Zweden − Denemarken | 1 − 2   |
| 11  | Kopenhagen | 5 juni 1919       | Vriendschappelijk    | Denemarken − Zweden | 3 − 0   |
| 12  | Stockholm  | 12 oktober 1919   | Vriendschappelijk    | Zweden − Denemarken | 3 − 0   |
| 13  | Stockholm  | 10 oktober 1920   | Vriendschappelijk    | Zweden − Denemarken | 0 − 2   |
| 14  | Stockholm  | 9 oktober 1921    | Vriendschappelijk    | Zweden − Denemarken | 0 − 0   |
| 15  | Kopenhagen | 1 oktober 1922    | Vriendschappelijk    | Denemarken − Zweden | 1 − 2   |
| 16  | Stockholm  | 14 oktober 1923   | Vriendschappelijk    | Zweden − Denemarken | 1 − 3   |
| 17  | Kopenhagen | 15 juni 1924      | Vriendschappelijk    | Denemarken − Zweden | 2 − 3   |
| 18  | Stockholm  | 14 juni 1925      | Vriendschappelijk    | Zweden − Denemarken | 0 − 2   |
| 19  | Kopenhagen | 3 oktober 1926    | Vriendschappelijk    | Denemarken − Zweden | 2 − 0   |
| 20  | Stockholm  | 19 juni 1927      | Vriendschappelijk    | Zweden − Denemarken | 0 − 0   |
| 21  | Kopenhagen | 7 oktober 1928    | Vriendschappelijk    | Denemarken − Zweden | 3 − 1   |
| 22  | Göteborg   | 16 juni 1929      | Vriendschappelijk    | Zweden − Denemarken | 3 − 2   |
| 23  | Kopenhagen | 22 juni 1930      | Vriendschappelijk    | Denemarken − Zweden | 6 − 1   |
| 24  | Stockholm  | 28 juni 1931      | Vriendschappelijk    | Zweden − Denemarken | 3 − 1   |
| 25  | Kopenhagen | 19 juni 1932      | Vriendschappelijk    | Denemarken − Zweden | 3 − 1   |
| 26  | Stockholm  | 18 juni 1933      | Vriendschappelijk    | Zweden − Denemarken | 2 − 3   |
| 27  | Kopenhagen | 17 juni 1934      | Vriendschappelijk    | Denemarken − Zweden | 3 − 5   |
| 28  | Göteborg   | 16 juni 1935      | Vriendschappelijk    | Zweden − Denemarken | 3 − 1   |
| 29  | Kopenhagen | 14 juni 1936      | Vriendschappelijk    | Denemarken − Zweden | 4 − 3   |
| 30  | Stockholm  | 3 oktober 1937    | Vriendschappelijk    | Zweden − Denemarken | 1 − 2   |
| 31  | Kopenhagen | 21 juni 1938      | Vriendschappelijk    | Denemarken − Zweden | 0 − 1   |
| 32  | Stockholm  | 1 oktober 1939    | Vriendschappelijk    | Zweden − Denemarken | 4 − 1   |
| 33  | Stockholm  | 6 oktober 1940    | Vriendschappelijk    | Zweden − Denemarken | 1 − 1   |
| 34  | Kopenhagen | 20 oktober 1940   | Vriendschappelijk    | Denemarken − Zweden | 3 − 3   |
| 35  | Stockholm  | 14 september 1941 | Vriendschappelijk    | Zweden − Denemarken | 2 − 2   |
| 36  | Kopenhagen | 19 oktober 1941   | Vriendschappelijk    | Denemarken − Zweden | 2 − 1   |
| 37  | Kopenhagen | 28 juni 1942      | Vriendschappelijk    | Denemarken − Zweden | 0 − 3   |
| 38  | Stockholm  | 4 oktober 1942    | Vriendschappelijk    | Zweden − Denemarken | 2 − 1   |
| 39  | Kopenhagen | 20 juni 1943      | Vriendschappelijk    | Denemarken − Zweden | 3 − 2   |
| 40  | Stockholm  | 24 juni 1945      | Vriendschappelijk    | Zweden − Denemarken | 2 − 1   |
| 41  | Kopenhagen | 1 juli 1945       | Vriendschappelijk    | Denemarken − Zweden | 3 − 4   |
| 42  | Stockholm  | 30 september 1945 | Vriendschappelijk    | Zweden − Denemarken | 4 − 1   |
| 43  | Kopenhagen | 23 juni 1946      | Vriendschappelijk    | Denemarken − Zweden | 3 − 1   |
| 44  | Göteborg   | 6 oktober 1946    | Vriendschappelijk    | Zweden − Denemarken | 3 − 3   |
| 45  | Kopenhagen | 15 juni 1947      | Vriendschappelijk    | Denemarken − Zweden | 1 − 4   |
| 46  | Stockholm  | 26 juni 1947      | Vriendschappelijk    | Zweden − Denemarken | 6 − 1   |
| 47  | Londen     | 10 augustus 1948  | OS 1948              | Denemarken − Zweden | 2 − 4   |
| 48  | Stockholm  | 10 oktober 1948   | Vriendschappelijk    | Zweden − Denemarken | 1 − 0   |
| 49  | Kopenhagen | 23 oktober 1949   | Vriendschappelijk    | Denemarken − Zweden | 3 − 2   |
| 50  | Stockholm  | 15 oktober 1950   | Vriendschappelijk    | Zweden − Denemarken | 4 − 0   |
| 51  | Kopenhagen | 21 oktober 1951   | Vriendschappelijk    | Denemarken − Zweden | 3 − 1   |
| 52  | Oslo       | 11 juni 1952      | Vriendschappelijk    | Denemarken − Zweden | 0 − 2   |
| 53  | Stockholm  | 22 juni 1952      | Vriendschappelijk    | Zweden − Denemarken | 4 − 3   |
| 54  | Kopenhagen | 21 juni 1953      | Vriendschappelijk    | Denemarken − Zweden | 1 − 3   |
| 55  | Stockholm  | 10 oktober 1954   | Vriendschappelijk    | Zweden − Denemarken | 5 − 2   |
| 56  | Kopenhagen | 16 oktober 1955   | Vriendschappelijk    | Denemarken − Zweden | 3 − 3   |
| 57  | Stockholm  | 21 oktober 1956   | Vriendschappelijk    | Zweden − Denemarken | 1 − 1   |
| 58  | Kopenhagen | 30 juni 1957      | Vriendschappelijk    | Denemarken − Zweden | 1 − 2   |
| 59  | Stockholm  | 26 oktober 1958   | Vriendschappelijk    | Zweden − Denemarken | 4 − 4   |
| 60  | Kopenhagen | 21 juni 1959      | Vriendschappelijk    | Denemarken − Zweden | 0 − 6   |
| 61  | Göteborg   | 23 oktober 1960   | Vriendschappelijk    | Zweden − Denemarken | 2 − 0   |
| 62  | Kopenhagen | 18 juni 1961      | Vriendschappelijk    | Denemarken − Zweden | 1 − 2   |
| 63  | Stockholm  | 28 oktober 1962   | Vriendschappelijk    | Zweden − Denemarken | 4 − 2   |
| 64  | Kopenhagen | 6 oktober 1963    | Vriendschappelijk    | Denemarken − Zweden | 2 − 2   |
| 65  | Malmö      | 28 juni 1964      | Vriendschappelijk    | Zweden − Denemarken | 4 − 1   |
| 66  | Kopenhagen | 20 juni 1965      | Vriendschappelijk    | Denemarken − Zweden | 2 − 1   |
| 67  | Stockholm  | 6 november 1966   | Vriendschappelijk    | Zweden − Denemarken | 2 − 1   |
| 68  | Kopenhagen | 25 juni 1967      | Vriendschappelijk    | Denemarken − Zweden | 1 − 1   |
| 69  | Stockholm  | 27 juni 1968      | Vriendschappelijk    | Zweden − Denemarken | 2 − 1   |
| 70  | Kopenhagen | 25 juni 1969      | Vriendschappelijk    | Denemarken − Zweden | 0 − 1   |
| 71  | Göteborg   | 25 juni 1970      | Vriendschappelijk    | Zweden − Denemarken | 1 − 1   |
| 72  | Kopenhagen | 20 juni 1971      | Vriendschappelijk    | Denemarken − Zweden | 1 − 3   |
| 73  | Malmö      | 29 juni 1972      | Vriendschappelijk    | Zweden − Denemarken | 2 − 0   |
| 74  | Kopenhagen | 26 april 1973     | Vriendschappelijk    | Denemarken − Zweden | 1 − 2   |
| 75  | Kopenhagen | 3 juni 1974       | Vriendschappelijk    | Denemarken − Zweden | 0 − 2   |
| 76  | Malmö      | 25 september 1975 | Vriendschappelijk    | Zweden − Denemarken | 0 − 0   |
| 77  | Göteborg   | 11 mei 1976       | Vriendschappelijk    | Zweden − Denemarken | 1 − 2   |
| 78  | Kopenhagen | 15 juni 1977      | Vriendschappelijk    | Denemarken − Zweden | 2 − 1   |
| 79  | Malmö      | 5 oktober 1977    | Vriendschappelijk    | Zweden − Denemarken | 1 − 0   |
| 80  | Kopenhagen | 16 augustus 1978  | Vriendschappelijk    | Denemarken − Zweden | 2 − 1   |
| 81  | Kopenhagen | 9 mei 1979        | Vriendschappelijk    | Denemarken − Zweden | 2 − 2   |
| 82  | Göteborg   | 7 mei 1980        | Vriendschappelijk    | Zweden − Denemarken | 0 − 1   |
| 83  | Malmö      | 14 mei 1981       | Vriendschappelijk    | Zweden − Denemarken | 1 − 2   |
| 84  | Kopenhagen | 5 mei 1982        | Vriendschappelijk    | Denemarken − Zweden | 1 − 1   |
| 85  | Göteborg   | 6 juni 1984       | Vriendschappelijk    | Zweden − Denemarken | 0 − 1   |
| 86  | Kopenhagen | 11 september 1985 | Vriendschappelijk    | Denemarken − Zweden | 0 − 3   |
| 87  | Solna      | 26 augustus 1987  | Vriendschappelijk    | Zweden − Denemarken | 1 − 0   |
| 88  | Solna      | 31 augustus 1988  | Vriendschappelijk    | Zweden − Denemarken | 1 − 2   |
| 89  | Kopenhagen | 14 juni 1989      | Vriendschappelijk    | Denemarken − Zweden | 6 − 0   |
| 90  | Västerås   | 5 september 1990  | Vriendschappelijk    | Zweden − Denemarken | 0 − 1   |
| 91  | Norrköping | 15 juni 1991      | Vriendschappelijk    | Zweden − Denemarken | 4 − 0   |
| 92  | Solna      | 14 juni 1992      | EK 1992              | Zweden − Denemarken | 1 − 0   |
| 93  | Kopenhagen | 26 mei 1994       | Vriendschappelijk    | Denemarken − Zweden | 1 − 0   |
| 94  | Göteborg   | 14 augustus 1996  | Vriendschappelijk    | Zweden − Denemarken | 0 − 1   |
| 95  | Malmö      | 28 mei 1998       | Vriendschappelijk    | Zweden − Denemarken | 3 − 0   |
| 96  | Kopenhagen | 26 april 2000     | Vriendschappelijk    | Denemarken − Zweden | 0 − 1   |
| 97  | Porto      | 22 juni 2004      | EK 2004              | Denemarken − Zweden | 2 − 2   |
| 98  | Kopenhagen | 2 juni 2007       | EK 2008 kwalificatie | Denemarken − Zweden | 0 − 3   |
| 99  | Solna      | 8 september 2007  | EK 2008 kwalificatie | Zweden − Denemarken | 0 − 0   |
| 100 | Solna      | 6 juni 2009       | WK 2010 kwalificatie | Zweden − Denemarken | 0 − 1   |
| 101 | Kopenhagen | 10 oktober 2009   | WK 2010 kwalificatie | Denemarken − Zweden | 1 − 0   |
| 102 | Kopenhagen | 11 november 2011  | Vriendschappelijk    | Denemarken − Zweden | 2 − 0   |
| 103 | Kopenhagen | 28 mei 2014       | Vriendschappelijk    | Denemarken − Zweden | 1 − 0   |
| 104 | Solna      | 14 november 2015  | EK 2016 kwalificatie | Zweden − Denemarken | 2 − 1   |
| 105 | Kopenhagen | 17 november 2015  | EK 2016 kwalificatie | Denemarken – Zweden | 2 – 2   |
| 106 | Solna      | 2 juni 2018       | Vriendschappelijk    | Zweden − Denemarken | 0 − 0   |
| 107 | Brøndby    | 11 november 2020  | Vriendschappelijk    | Denemarken − Zweden | 2 − 0   |
| 108 | Kopenhagen | 5 juni 2024       | Vriendschappelijk    | Denemarken − Zweden | 2 − 1   |

## Samenvatting
| Competitie        | Totaal gespeeld | Winst Denemarken | Gelijk | Winst Zweden | Doelsaldo Denemarken – Zweden |
| ----------------- | --------------- | ---------------- | ------ | ------------ | ----------------------------- |
| WK-kwalificatie   | 2               | 2                | 0      | 0            | 2 − 0                         |
| EK-eindronde      | 2               | 0                | 1      | 1            | 2 − 3                         |
| EK-kwalificatie   | 4               | 0                | 2      | 2            | 3 − 7                         |
| Olympische Spelen | 1               | 0                | 0      | 1            | 2 − 4                         |
| Vriendschappelijk | 99              | 40               | 17     | 42           | 167 − 173                     |
| Totaal            | 108             | 42               | 20     | 46           | 176 − 187                     |

Wedstrijden bepaald door strafschoppen worden, in lijn met de FIFA, als een gelijkspel gerekend.

## Details

### Tweede ontmoeting
| Vriendschappelijk (Stockholm, Zweden, 5 oktober 1913): |        | |
| Zweden | 0 – 10 | Denemarken |
| | goals  | 5' Poul Nielsen 10' Poul Nielsen 29' Poul Nielsen 40' Sven Knudsen 47' Poul Nielsen 50' Poul Nielsen 53' Poul Nielsen 63' Vilhelm Wolfhagen 70' Sven Knudsen 85' Vilhelm Wolfhagen |
| - Debuut van Claes Berg (AIK Solna), Sten Söderberg (Djurgårdens IF), Albert Kristiansson en Bror Hagard (Örgryte IS) voor Zweden. - Debuut van Richard Rasmussen (BK Frem) en Sven Knudsen (AB) voor Denemarken. |        | |

### 82ste ontmoeting
| Vriendschappelijk (Göteborg, Zweden, 7 mei 1980):    |       |                     |
| Zweden                                               | 0 – 1 | Denemarken          |
|                                                      | goals | 13' Jens Steffensen |
| - Debuut van Thomas Larsen (B 1903) voor Denemarken. |       |                     |

### 83ste ontmoeting
| Vriendschappelijk (Malmö, Zweden, 14 mei 1981):                                           |       |                                           |
| Zweden                                                                                    | 1 – 2 | Denemarken                                |
| Bo Börjesson 75'                                                                          | goals | 63' Lars Bastrup 71' Preben Elkjær Larsen |
| - Debuut van Glenn Hysén (IFK Göteborg) en Karl-Gunnar Björklund (Östers IF) voor Zweden. |       |                                           |

### 86ste ontmoeting
| Vriendschappelijk (Kopenhagen, Denemarken, 11 september 1985): |       |                                                          |
| Denemarken                                                     | 0 – 3 | Zweden                                                   |
|                                                                | goals | 31' Robert Prytz 68' Dan Corneliusson 86' Mats Magnusson |

### 90ste ontmoeting
| Vriendschappelijk (Västerås, Zweden, 5 september 1990): |              | |
| Zweden | 0 – 1        | Denemarken |
| | goals        | 85' Bent Christensen |
| Nisse Andersson | bondscoach   | Richard Møller Nielsen |
| Lars Eriksson Roland Nilsson 74' Glenn Hysén Jean-Paul Vonderburg Stefan Schwarz Jan Eriksson Jonas Thern Kennet Andersson 46' Stefan Rehn Ulrik Jansson Stefan Pettersson | opstellingen | Peter Schmeichel 61' Henrik Risom Lars Olsen Marc Rieper John Sivebæk Jan Heintze Kim Vilfort 61' Miklos Molnar Jesper Olsen 46' Jakob Friis-Hansen Bent Christensen |
| Leif Engqvist 46' Hans Eklund 74' | wissels      | 46' Keld Bordinggaard 61' Søren Lyng 61' John Larsen |
| - Debuut van Miklos Molnar (Standard Luik), Søren Lyng (BK Frem), Marc Rieper (AGF Århus) en Jakob Friis-Hansen (Lille OSC) voor Denemarken.                               |              | |

### 91ste ontmoeting
| Scania 100 Tournament (Norrköping, Zweden, 15 juni 1991): |              | |
| Zweden | 4 – 0        | Denemarken |
| Martin Dahlin 43' Martin Dahlin 50' Kennet Andersson 61' (pen.) Tomas Brolin 68'                                                                                         | goals        | |
| Tommy Svensson | bondscoach   | Richard Møller Nielsen |
| Thomas Ravelli Jean-Paul Vonderburg Jan Eriksson Peter Larsson Magnus Erlingmark Stefan Rehn 68' Tomas Brolin Jonas Thern Roger Ljung 70' Martin Dahlin Kennet Andersson | opstellingen | Peter Schmeichel Lars Olsen Marc Rieper Kent Nielsen Morten Bruun Kim Vilfort Johnny Mølby 84' John Jensen Brian Jensen 46' Bent Christensen 68' Per Pedersen |
| Håkan Mild 68' Mikael Nilsson 70' | wissels      | 46' Miklos Molnar 68' Søren Lyng 84' Brian Steen Nielsen |

### 93ste ontmoeting
| Vriendschappelijk (Kopenhagen, Denemarken, 26 mei 1994): |       |        |
| Denemarken                                               | 1 – 0 | Zweden |
| Michael Laudrup 54'                                      | goals |        |

### 94ste ontmoeting
| Vriendschappelijk (Göteborg, Zweden, 14 augustus 1996):                                                                                   |       |              |
| Zweden | 0 – 1 | Denemarken   |
| | goals | 27' Ole Bjur |
| - Debuut van Steffen Højer (Aalborg BK), Morten Bisgaard (Odense BK), Thomas Rytter (Lyngby FC) en Ole Bjur (Brøndby IF) voor Denemarken. |       |              |

### 95ste ontmoeting
| Vriendschappelijk (La Manga del Mar Menor, Spanje, 31 januari 2000): |              | |
| Zweden | 1 – 0        | Denemarken |
| Marcus Allbäck 22' | goals        | |
| Lars Lagerbäck en Tommy Söderberg | bondscoach   | Bo Johansson |
| Eddie Gustafsson Pontus Kåmark Teddy Lučić Klebér Saarenpää Roland Nilsson 74' Anders Andersson Magnus Svensson Håkan Mild 51' Marcus Allbäck 82' Mattias Jonsson 89' Andreas Andersson                                                     | opstellingen | Peter Kjær Allan Olesen 46' Henrik Lykke Michael Hemmingsen Søren Colding Jan Michaelsen 71' Kim Daugaard Brian Steen Nielsen 60' Carsten Fredgaard 84' Søren Andersen Peter Møller |
| Anders Svensson 51' Christoffer Andersson 74' Tobias Linderoth 82' Jonas Wallerstedt 89' | wissels      | 46' Morten Poulsen 60' Christian Magleby 71' Jens Madsen 84' Peter Lassen |
| - Officiële A-interland volgens de FIFA, maar niet als zodanig erkend door de Deense voetbalbond. - Debuut van Eddie Gustafsson (IFK Norrköping), Klebér Saarenpää (IFK Norrköping) en Christoffer Andersson (Helsingborgs IF) voor Zweden. |              | |

### 96ste ontmoeting
| Vriendschappelijk (Kopenhagen, Denemarken, 26 april 2000): |              | |
| Denemarken | 0 – 1        | Zweden |
| | goals        | 37' Jörgen Pettersson |
| Bo Johansson | bondscoach   | Tommy Söderberg en Lars Lagerbäck |
| Peter Schmeichel Thomas Helveg 81' René Henriksen Jes Høgh Jan Heintze Michael Schjønberg 81' Stig Tøfting 57' Brian Steen Nielsen Jesper Grønkjær Jon Dahl Tomasson Ebbe Sand 46' | opstellingen | 46' Magnus Hedman 46' Roland Nilsson Patrik Andersson Joachim Björklund 46' Gary Sundgren Håkan Mild 73' Daniel Andersson Johan Mjällby Niclas Alexandersson 83' Kennet Andersson 46' Jörgen Pettersson |
| Mikkel Beck 46' Martin Laursen 57' Søren Colding 81' Søren Andersen 81' | wissels      | 46' Magnus Kihlstedt 46' 57' Pontus Kåmark 46' Olof Mellberg 46' Marcus Allbäck 57' Teddy Lučić 73' Anders Andersson 83' Andreas Andersson                                                              |
| René Henriksen ??' Martin Laursen ??' Jon Dahl Tomasson ??' | gele kaarten | |

### 97ste ontmoeting
| EK 2004 (Porto, Portugal, 22 juni 2004): |              | |
| Denemarken | 2 – 2        | Zweden |
| Jon Dahl Tomasson 28' Jon Dahl Tomasson 66' | goals        | 47' (pen.) Henrik Larsson 89' Mattias Jonson |
| Morten Olsen | bondscoach   | Lars Lagerbäck en Tommy Söderberg |
| Thomas Sørensen René Henriksen Martin Laursen Niclas Jensen 46' Thomas Helveg Thomas Gravesen Daniel Jensen 65' Jesper Grønkjær Martin Jørgensen 57' Jon Dahl Tomasson Ebbe Sand | opstellingen | Andreas Isaksson Mikael Nilsson Olof Mellberg Andreas Jakobsson Erik Edman 81' Anders Andersson Mattias Jonson 72' Kim Källström Fredrik Ljungberg Zlatan Ibrahimović Henrik Larsson |
| Kasper Bøgelund 46' Dennis Rommedahl 57' Christian Poulsen 65' | wissels      | 72' Christian Wilhelmsson 81' Marcus Allbäck |
| | gele kaarten | 36' Erik Edman 62' Kim Källström |

### 98ste ontmoeting
| EK 2008 kwalificatie (Kopenhagen, Denemarken, 2 juni 2007): |       |                                                         |
| Denemarken | 3 – 3 | Zweden                                                  |
| Daniel Agger 34' Jon Dahl Tomasson 62' Leon Andreasen 76' | goals | 7' Johan Elmander 22' Petter Hansson 26' Johan Elmander |
| - Duel gestaakt in de slotfase nadat een dronken fan het veld had bestormd en pogingen deed scheidsrechter Herbert Fandel te belagen. De UEFA bepaalde de uitslag op een reglementaire 3-0 zege voor de Zweden. Bovendien kreeg Denemarken een geldstraf en een stadionstraf opgelegd. |       |                                                         |

### 99ste ontmoeting
| EK 2008 kwalificatie (Solna, Zweden, 8 september 2007): |       |            |
| Zweden                                                  | 0 – 0 | Denemarken |
|                                                         | goals |            |

### 100ste ontmoeting
| WK 2010 kwalificatie (Solna, Zweden, 6 juni 2009): |       |                       |
| Zweden                                             | 0 – 1 | Denemarken            |
|                                                    | goals | 22' Thomas Kahlenberg |

### 101ste ontmoeting
| WK 2010 kwalificatie (Kopenhagen, Denemarken, 10 oktober 2009): |              | |
| Denemarken | 1 – 0        | Zweden |
| Jakob Poulsen 78' | goals        | |
| Morten Olsen | bondscoach   | Lars Lagerbäck |
| Thomas Sørensen Lars Jacobsen Simon Kjær Daniel Agger Michael Jakobsen Christian Poulsen Jakob Poulsen Martin Jørgensen 46' Dennis Rommedahl Nicklas Bendtner Jon Dahl Tomasson | opstellingen | Andreas Isaksson 89' Mikael Nilsson Olof Mellberg Daniel Majstorović Behrang Safari 80' Rasmus Elm Anders Svensson Kim Källström 63' Samuel Holmén Zlatan Ibrahimović Henrik Larsson |
| Michael Silberbauer 46' | wissels      | 63' Sebastian Larsson 80' Marcus Berg 89' Markus Rosenberg |
| - Honderdste duel van Morten Olsen als bondscoach van Denemarken. - 106de en laatste interland van aanvaller Henrik Larsson voor Zweden.                                        |              | |

### 102de ontmoeting
| Vriendschappelijk (Kopenhagen, Denemarken, 11 november 2011): |       |        |
| Denemarken                                                    | 2 – 0 | Zweden |
| Nicklas Bendtner 35' Michael Krohn-Dehli 80'                  | goals |        |

### 103de ontmoeting
| Vriendschappelijk (Kopenhagen, Denemarken, 28 mei 2014):                                     |       |        |
| Denemarken                                                                                   | 1 – 0 | Zweden |
| Daniel Agger 90+3' (pen.)                                                                    | goals |        |
| - Debuut van Jonas Knudsen (Esbjerg fB) en Pierre Højbjerg (Bayern München) voor Denemarken. |       |        |

### 104de ontmoeting
| EK 2016 kwalificatie (scheidsrechter Nicola Rizzoli, Solna, 14 november 2015): |              | |
| Zweden | 2 – 1        | Denemarken |
| Emil Forsberg 45' Zlatan Ibrahimović 50' (pen.) | goals        | 80' Nicolai Jørgensen |
| Erik Hamrén | bondscoach   | Morten Olsen |
| Andreas Isaksson Martin Olsson Andreas Granqvist Mikael Antonsson 29' Mikael Lustig Kim Källström Jimmy Durmaz 68' Oscar Lewicki Zlatan Ibrahimović 82' Emil Forsberg Marcus Berg | opstellingen | Kasper Schmeichel Daniel Agger Simon Kjær Lars Jacobsen Riza Durmisi 54' Thomas Kahlenberg William Kvist Christian Eriksen Nicklas Bendtner 71' Martin Braithwaite 54' Viktor Fischer |
| Erik Johansson 29' Sebastian Larsson 68' John Guidetti 82' | wissels      | 54' Nicolai Jørgensen 54' Pierre Højbjerg 71' Yussuf Poulsen |
| Emil Forsberg 47' | gele kaarten | 45+2' Daniel Agger |

### 105de ontmoeting
| EK 2016 kwalificatie (scheidsrechter Martin Atkinson, Kopenhagen, 17 november 2015): |              | |
| Denemarken | 2 – 2        | Zweden |
| Yussuf Poulsen 81' Jannik Vestergaard 90+1' | goals        | 19' Zlatan Ibrahimović 76' Zlatan Ibrahimović |
| Morten Olsen | bondscoach   | Erik Hamrén |
| Kasper Schmeichel Daniel Agger Simon Kjær Lars Jacobsen Riza Durmisi 83' Thomas Delaney 46' Nicolai Jørgensen Christian Eriksen Pierre Højbjerg Nicklas Bendtner 60' Yussuf Poulsen                                                              | opstellingen | Andreas Isaksson Andreas Granqvist 86' Pierre Bengtsson Mikael Lustig Erik Johansson 69' Kim Källström 81' Sebastian Larsson Zlatan Ibrahimović Marcus Berg Oscar Lewicki Emil Forsberg |
| Michael Krohn-Dehli 46' Morten Rasmussen 60' Jannik Vestergaard 83' | wissels      | 69' Gustav Svensson 81' Oscar Hiljemark 86' Martin Olsson |
| Riza Durmisi 51' Yussuf Poulsen 58' Pierre Højbjerg 77' | gele kaarten | 10' Pierre Bengtsson 70' Sebastian Larsson |
| - Zweden kwalificeert zich voor het Europees kampioenschap voetbal 2016 in Frankrijk. - Laatste interland van Denemarken onder leiding van bondscoach Morten Olsen (2000–2015). - Debuut van Morten Rasmussen (FC Vestsjælland) voor Denemarken. |              | |

### 106de ontmoeting
| Vriendschappelijk (scheidsrechter Tobias Stieler, Solna, 2 juni 2018):                   |            |             |
| Zweden                                                                                   | 0 – 0      | Denemarken  |
|                                                                                          | goals      |             |
| Janne Andersson                                                                          | bondscoach | Åge Hareide |
| - Voor beide landen een oefenwedstrijd op weg naar het Wereldkampioenschap voetbal 2018. |            |             |

### 107de ontmoeting
| Vriendschappelijk (scheidsrechter Espen Eskås, Brøndby, 11 november 2020): |            |                 |
| Denemarken | 2 – 0      | Zweden          |
| Jonas Wind 61' Alexander Bah 74' | goals      |                 |
| Kasper Hjulmand | bondscoach | Janne Andersson |
| - Debuut van Oliver Christensen (Odense BK), Victor Nelsson (FC Kopenhagen), Oliver Abildgaard (Roebin Kazan), Alexander Bah (SønderjyskE), Jens Jønsson (Cádiz CF), Mikkel Damsgaard (UC Sampdoria), Jesper Lindstrøm en Andreas Maxsø (beiden Brøndby IF) voor Denemarken. - Debuut van Jens Cajuste (FC Midtjylland) voor Zweden. |            |                 |

DBU · A-internationals · Selecties · Bondscoaches · Deens vrouwenelftal · Olympisch elftal · Denemarken U21 · Denemarken U20 · Denemarken U19 · Denemarken U18 · Denemarken U17 · Denemarken U16 · Vrouwen U17
1908 – 1919 ·
1920 – 1929 ·
1930 – 1939 ·
1940 – 1949 ·
1950 – 1959 ·
1960 – 1969 ·
1970 – 1979 ·
1980 – 1989 ·
1990 – 1999 ·
2000 – 2009 ·
2010 – 2019 ·
2020 − 2029
EK's: 1964 · 
1984 · 
1988 · 
1992 · 
1996 · 
2000 · 
2004 · 
2012 · 
2020 · 
2024
WK's: 1986 · 
1998 · 
2002 · 
2010 · 
2018 · 
2022
OS: 1908 · 
1912 · 
1920 · 
1948 · 
1952 · 
1960 · 
1972 · 
1992 · 
2016
1908 · 
1909 · 
1910 · 
1911 · 
1912 · 
1913 · 
1914 · 
1915 · 
1916 · 
1917 · 
1918 · 
1919 · 
1920 · 
1921 · 
1922 · 
1923 · 
1924 · 
1925 · 
1926 · 
1927 · 
1928 · 
1929 · 
1930 · 
1931 · 
1932 · 
1933 · 
1934 · 
1935 · 
1936 · 
1937 · 
1938 · 
1939 · 
1940 · 
1941 · 
1942 · 
1943 · 
1944 · 
1946 · 
1947 · 
1948 · 
1949 · 
1950 · 
1952 · 
1952 · 
1953 · 
1954 · 
1955 · 
1956 · 
1957 · 
1958 · 
1959 · 
1960 · 
1961 · 
1962 · 
1963 · 
1964 · 
1965 · 
1966 · 
1967 · 
1968 · 
1969 · 
1970 · 
1971 · 
1972 · 
1973 · 
1974 · 
1975 · 
1976 · 
1977 · 
1978 · 
1979 · 
1980 · 
1981 · 
1982 · 
1983 · 
1984 · 
1985 · 
1986 · 
1987 · 
1988 · 
1989 · 
1990 ·
1991 · 
1992 · 
1993 · 
1994 · 
1995 · 
1996 · 
1997 · 
1998 · 
1999 · 
2000 · 
2001 · 
2002 · 
2003 · 
2004 · 
2005 · 
2006 · 
2007 · 
2008 · 
2009 · 
2010 · 
2011 · 
2012 · 
2013 · 
2014 · 
2015 · 
2016 · 
2017 · 
2018 ·
2019 ·
2020 ·
2021 ·
2022 ·
2023
Albanië ·
Algerije ·
Argentinië ·
Armenië ·
Australië ·
België ·
Bermuda ·
Bosnië en Herzegovina · 
Brazilië ·
Bulgarije ·
Canada ·
Chili ·
Cyprus ·
DDR ·
Duitsland ·
Ecuador ·
Egypte ·
Engeland ·
Estland ·
Faeröer · 
Finland · 
Frankrijk ·
Gambia ·
Georgië ·
Ghana ·
Gibraltar ·
GOS ·
Griekenland ·
Honduras ·
Hongarije ·
Hongkong ·
Ierland ·
IJsland ·
Indonesië ·
Iran ·
Israël ·
Italië ·
Japan ·
Joegoslavië ·
Kameroen ·
Kazachstan ·
Kosovo · 
Kroatië · 
Letland ·
Liechtenstein ·
Litouwen ·
Luxemburg ·
Malta ·
Marokko ·
Mexico ·
Moldavië · 
Montenegro · 
Nederland ·
Nederlandse Antillen ·
Nigeria ·
Noord-Ierland ·
Noord-Macedonië ·
Noorwegen ·
Oekraïne ·
Oostenrijk ·
Panama ·
Paraguay ·
Peru ·
Polen ·
Portugal ·
Roemenië ·
Rusland ·
San Marino ·
Saoedi-Arabië ·
Schotland ·
Senegal ·
Servië ·
Singapore ·
Slovenië ·
Slowakije ·
Sovjet-Unie ·
Spanje ·
Suriname ·
Thailand ·
Togo · 
Tsjechië ·
Tsjecho-Slowakije ·
Tunesië · 
Turkije · 
Uruguay ·
Verenigde Arabische Emiraten ·
Verenigde Staten ·
Wales ·
Wit-Rusland ·
Zuid-Afrika ·
Zuid-Korea ·
Zweden ·
Zwitserland
Argentinië (1995) · 
Australië (2018) ·
Australië (2022) · 
België (2021) · 
Duitsland (1992) · 
Duitsland (2012) · 
Engeland (2021) · 
Finland (2021) · 
Frankrijk (2002) · 
Frankrijk (2018) · 
Japan (2010) · 
Kameroen (2010) · 
Kroatië (2018) · 
Nederland (2010) · 
Nederland (2012) · 
Peru (2018) · 
Portugal (2012) · 
Rusland (2021) · 
Senegal (2002) · 
Tsjechië (2021) · 
Uruguay (2002) · 
Wales (2021)
SvFF · A-internationals · Selecties · Bondscoaches · Zweeds vrouwenelftal · Olympisch elftal · Zweden U21 · Zweden U20 · Zweden U19 · Zweden U18 · Zweden U17 · Zweden U16 · Vrouwen U17
1908 – 1919 ·
1920 – 1929 ·
1930 – 1939 ·
1940 – 1949 ·
1950 – 1959 ·
1960 – 1969 ·
1970 – 1979 ·
1980 – 1989 ·
1990 – 1999 ·
2000 – 2009 ·
2010 – 2019 ·
2020 − 2029
EK 1960 · 
EK 1964 · 
EK 1968 · 
EK 1972 · 
EK 1976 · 
EK 1980 · 
EK 1984 · 
EK 1988 · 
EK 1992 ·
EK 1996 · 
EK 2000 ·
EK 2004 ·
EK 2008 ·
EK 2012 · 
EK 2016 · 
EK 2020
WK 1930 · 
WK 1934 ·
WK 1938 ·
WK 1950 ·
WK 1954 · 
WK 1958 ·
WK 1962 · 
WK 1966 · 
WK 1970 ·
WK 1974 ·
WK 1978 ·
WK 1982 · 
WK 1986 · 
WK 1990 ·
WK 1994 ·
WK 1998 · 
WK 2002 ·
WK 2006 ·
WK 2010 · 
WK 2014 · 
WK 2018
OS 1908 · 
OS 1912 · 
OS 1920 · 
OS 1924 · 
OS 1928 · 
OS 1932 · 
OS 1936 · 
OS 1948 · 
OS 1952 · 
OS 1956 · 
OS 1964 · 
OS 1968 · 
OS 1972 · 
OS 1976 · 
OS 1980 · 
OS 1984 · 
OS 1988 · 
OS 1992 · 
OS 1996 · 
OS 2000 · 
OS 2004 · 
OS 2008 · 
OS 2012 · 
OS 2016
1908 · 
1909 · 
1910 · 
1911 · 
1912 · 
1913 · 
1914 · 
1915 · 
1916 · 
1917 · 
1918 · 
1919 · 
1920 · 
1921 · 
1922 · 
1923 · 
1924 · 
1925 · 
1926 · 
1927 · 
1928 · 
1929 · 
1930 · 
1931 · 
1932 · 
1933 · 
1934 · 
1935 · 
1936 · 
1937 · 
1938 · 
1939 · 
1940 ·
1941 ·
1942 ·
1943 ·
1944  ·
1945 · 
1946 · 
1947 · 
1948 · 
1949 · 
1950 · 
1952 · 
1952 · 
1953 · 
1954 · 
1955 · 
1956 · 
1957 · 
1958 · 
1959 ·
1960 · 
1961 · 
1962 · 
1963 · 
1964 · 
1965 · 
1966 · 
1967 · 
1968 · 
1969 ·
1970 · 
1971 · 
1972 · 
1973 · 
1974 · 
1975 · 
1976 · 
1977 · 
1978 · 
1979 ·
1980 · 
1981 · 
1982 · 
1983 · 
1984 · 
1985 · 
1986 · 
1987 · 
1988 · 
1989 · 
1990 · 
1991 · 
1992 · 
1993 · 
1994 · 
1995 · 
1996 · 
1997 · 
1998 · 
1999 · 
2000 · 
2001 · 
2002 · 
2003 · 
2004 · 
2005 · 
2006 · 
2007 · 
2008 · 
2009 · 
2010 · 
2011 · 
2012 · 
2013 · 
2014 · 
2015 · 
2016 · 
2017 · 
2018 ·
2019 ·
2020 ·
2021
Albanië ·
Algerije ·
Argentinië ·
Armenië ·
Australië ·
Azerbeidzjan ·
Bahrein ·
Barbados ·
België ·
Bosnië en Herzegovina ·
Botswana ·
Brazilië ·
Bulgarije ·
Chili ·
China ·
Colombia ·
Costa Rica ·
Cuba ·
Cyprus ·
DDR ·
Denemarken ·
Duitsland ·
Ecuador ·
Egypte ·
Engeland ·
Estland ·
Faeröer ·
Finland ·
Frankrijk ·
Georgië ·
Griekenland ·
Hongarije ·
Ierland ·
IJsland ·
Iran ·
Israël ·
Italië ·
Ivoorkust ·
Jamaica ·
Japan ·
Joegoslavië ·
Jordanië ·
Kameroen ·
Kazachstan ·
Kosovo ·
Kroatië ·
Letland ·
Liechtenstein ·
Litouwen ·
Luxemburg ·
Maleisië ·
Malta ·
Mexico ·
Moldavië ·
Montenegro ·
Nederland ·
Nieuw-Zeeland ·
Nigeria ·
Noord-Ierland ·
Noord-Korea ·
Noord-Macedonië ·
Noorwegen ·
Oekraïne ·
Oezbekistan ·
Oman ·
Oostenrijk ·
Paraguay ·
Peru ·
Polen ·
Portugal ·
Qatar ·
Roemenië ·
Rusland ·
San Marino ·
Saoedi-Arabië ·
Schotland ·
Senegal ·
Servië ·
Singapore ·
Slovenië ·
Slowakije ·
Sovjet-Unie ·
Spanje ·
Syrië ·
Thailand ·
Trinidad en Tobago ·
Tsjechië ·
Tsjecho-Slowakije ·
Tunesië ·
Turkije ·
Uruguay ·
Venezuela ·
Verenigde Arabische Emiraten ·
Verenigde Staten ·
Verenigd Koninkrijk ·
Wales ·
Wit-Rusland ·
Zuid-Afrika ·
Zuid-Korea ·
Zwitserland
Brazilië (1958) ·
Duitsland (2006) ·
Duitsland (2018) ·
Engeland (2006) ·
Engeland (2012) ·
Engeland (2018) ·
Frankrijk (2012) ·
Griekenland (2008) ·
Ierland (2016) ·
Italië (2016) ·
Mexico (2018) ·
Oekraïne (2012) ·
Oekraïne (2021) ·
Paraguay (2006) ·
Polen (2021) ·
Rusland (2008) ·
Slowakije (2021) ·
Spanje (2008) ·
Spanje (2021) ·
Trinidad en Tobago (2006) ·
Zuid-Korea (2018) ·
Zwitserland (2018)